# Fernando Redondo
Fernando Carlos Redondo Neri (Adrogué, Buenos Aires, 6 de junho de 1969) é um ex-futebolista argentino que atuava como volante.
É considerado um dos maiores da história do esporte em sua posição. Com capacidade para contribuir tanto defensiva quanto ofensivamente, jogou uma década inteira na Liga Espanhola, principalmente pelo Real Madrid, encerrando sua carreira no Milan devido às recorrentes lesões. Redondo também integrou a seleção argentina, participando da Copa do Mundo FIFA de 1994 e sendo vetado do Mundial de 1998 devido aos seus longos cabelos.
Em 1992, foi eleito "Bola de Ouro" da Copa das Confederações e, em 2000, foi eleito Melhor Jogador de Clubes da UEFA. No mesmo ano, ele também recebeu o Troféu EFE especial que o distinguiu como o melhor jogador latino-americano da década. Em 2016, a Asociación del Fútbol Argentino o incluiu na "Seleção Argentina de Todos os Tempos" e, em 2017, o jornal Marca o colocou na melhor formação histórica do Real Madrid.
Técnico, elegante, protegia a bola como poucos, tinha um exímio toque de bola, eficiente na marcação e na armação de jogadas, jogava com muita classe além de ter um grande espírito de liderança. Foi a principal inspiração de diversos futebolistas argentinos contemporâneos, como Esteban Cambiasso, Fernando Gago, Ever Banega, Ariel Cabral e Lucas Biglia. Juan Román Riquelme se referiu a Redondo como "um ídolo argentino que jogou futebol do modo argentino".

## História
Evangélico, Fernando Redondo foi criado em um bairro nobre de Buenos Aires, pertencendo a uma família de classe média. Fernando Redondo recebeu uma boa educação da sua família. Era um menino aplicado e responsável, disciplinado e tirava boas notas na escola. É o irmão mais velho do casal Don Fernando e Luz Cristina, o mais novo se chama Leonardo, e trabalha na empresa familiar que Don Fernando têm.

## Carreira

### Argentinos Juniors
Redondo mostrou seus primeiros passos futebolísticos em uma equipe de futebol de salão. Seu pai o levou para fazer um teste no Argentinos Juniors e lá começou a se destacar nas categorias menores, até se profissionalizar em 1985. Jogou no Argentinos Juniors até 1990, ganhando uma Copa Juvenil Sudamericana. 

### Tenerife
Se transferiu para o Tenerife da Espanha, mas no clube espanhol, não conseguia jogar uma temporada completa devido as contusões. Em 1992 e 1993, Ramón Mendonza, presidente do Real Madrid naquela época, tentou contratá-lo, mas não conseguiu. Em 1994, Jorge Valdano, técnico do Real Madrid, queria Redondo em seu projeto com a equipe madrilenha. 

### Real Madrid
Em Junho de 1994, Redondo teve seu passe comprado pelo Real Madrid por 3,5 milhões de dólares, rejeitando propostas mais atraentes financeiras, como a do Olympique de Marselha e de alguns clubes italianos.
Logo no começo do Campeonato Espanhol da Temporada 1994/1995, Redondo se contundiu novamente, e foi substituído por Luis Milla, que teve boas atuações, com o Real Madrid vencendo várias partidas, surgindo o debate sobre quem deveria jogar, Redondo ou Milla. Redondo entrou em uma partida contra o Atlético de Bilbao, substituindo Milla, e jogou muito bem, acabando com a dúvida. Ele disputou 23 partidas e o Real Madrid ganhou o Campeonato Espanhol da Temporada 1994/1995.
Na Temporada 1995/1996, o Real Madrid fez algumas contratações como Rincón e Esnáider, mas o time madrilenho não teve um grande desempenho nessa temporada, e além de não ganhar o Campeonato Espanhol, foi eliminado pela Juventus da Liga dos Campeões da Europa.
Na Temporada 1996/1997, sofreu uma contusão no começo da temporada e parecia que não estava nos planos de Fábio Capello, mas sem ele o time não funcionava segundo os torcedores e jornalistas. Depois que se recuperou da contusão, começou a jogar e se tornou indispensável ao time e ao esquema tático de Capello, e o Real Madrid começou a ganhar várias partidas e se sagrou Campeão Espanhol. A partir daí, Redondo começou a ser sondado por vários clubes, mas continuou no Real Madrid. Com o treinador Heynckes, Redondo chegou a um ponto de grande maturidade dentro de sua carreira esportiva, tendo atuações importantes nas semifinais da Champions League contra o Borussia Dortmund e na final contra a Juventus, e também na final do Copa Intercontinental contra o Vasco da Gama, aonde Redondo foi impecável, se tornando um dos melhores volantes do mundo. Redondo foi fundamental em outras conquistas do Real Madrid,e recebia uma grande admiração de todos os técnicos que passaram pelo clube madrilenho depois de Heynckes.
Com 228 partidas oficiais e cinco golos marcados, Redondo deixaria o clube branco e partiria para o Milan.

### Milan
Na Temporada 2000/2001, Redondo acerta com o Milan, porém, ele sofreu com várias contusões no time italiano, nunca conseguindo uma boa sequência de jogos. Fez parte do elenco campeão da Liga dos Campeões da Europa e da Copa da Itália em 2003, e do elenco Campeão Italiano em 2004, porém, não teve uma participação efetiva nessas conquistas. Redondo, em virtude de várias contusões, decide se aposentar em novembro de 2004.

## Seleção Argentina
Redondo disputou 48 partidas pela Seleção Argentina e participou da Copa do Mundo de 1994.
Redondo recusou uma convocação para a seleção pouco antes da Copa do Mundo de 1990, quando era treinada por Carlos Bilardo, Redondo se desculpou por não querer interromper seus estudos de direito, mas também foi relatado que ele se opôs à estratégia defensiva de Bilardo.
| “ | Fui escolhido para a Copa do Mundo da Argentina em 1990, mas eu sabia que não estaria no time titular, seria apenas mais um membro do time, então preferi ficar em casa. | ” |

Para Copa do Mundo de 1998 o treinador, Daniel Passarella, excluiu Redondo da sua campanha, argumentando que ele se recusava a jogar pela esquerda, quando na realidade instava os jogadores argentinos a cortar o cabelo para serem selecionados, o que Redondo não aceitou a fazer porque ia contra os seus princípios.

## Estilo de jogo
Um elegante jogador de meio campo que jogava na frente da defesa, seus  principais atributos eram seu passe criativo, visão privilegiada do jogo, técnica e controle de bola com o pé esquerdo, sua capacidade de controlar o ritmo do jogo de sua equipe no meio-campo tornou um dos melhores jogadores de sua posição em todos os tempos, apesar de não ter muito rápido, ele conseguia acelerar as jogadas e agressivo na marcação contribuindo defensivamente tanto quanto ofensivamente.

## Títulos

### Clubes
Real Madrid
- Campeonato Espanhol: 1994-95 e 1996-97
- Liga dos Campeões da UEFA: 1997-98 e 1999-00
- Copa Intercontinental: 1998
- Supercopa da Espanha: 1997

Milan
- Liga dos Campeões da UEFA: 2002-03
- Copa da Itália: 2002-03
- Campeonato Italiano: 2003-04

### Seleção
- Campeonato Sul-Americano de Futebol Sub-17: 1985
- Copa das Confederações FIFA: 1992
- Copa América: 1993

### Individual
- Jogador mais valioso da Liga dos Campeões da UEFA: 1999-2000[16]
- Bola de Ouro da Copa das Confederações de 1992
- IFFHS ALL TIME ARGENTINA MEN'S DREAM TEAM[17]

## Curiosidades
- Redondo e Claudio Caniggia foram barrados de disputar a Copa do Mundo de 1998 devido as regras de condutas impostas pelo técnico Daniel Passarella, que era basicamente que nenhum jogador poderia ter cabelos longos ou usar brincos. Até o atacante Batistuta, que tinha cabelos longo, foi obrigado a cortá-lo para poder ir a Copa. O mais curioso é que Passarella ostentava uma grande cabeleira quando jogava futebol, e Passarella, na Copa do Mundo de 1998, fumava vários cigarros por partida, dando um mau exemplo a todos e recebendo duras críticas da imprensa pelo fato de que fumar é uma atitude que não combina com uma vida saudável e a prática de esportes. No entanto, Caniggia não poderia jogar, visto que se lesionou às vésperas da Copa, e Passarellla não mudou de opinião em relação à Redondo.[18]
- Depois que Redondo acertou com o Milan na Temporada 2000/2001, ele recomendou seu primo Santiago Solari para jogar em seu lugar. Solari não fez feio e foi muito importante nas conquistas do Real Madrid após a saída de Redondo.[carece de fontes?]